# AnimeSuki
AnimeSuki（日本語から）は、米国内でライセンスを受けていない日本製アニメのファンサブ（英語などの字幕を付けたもの）をP2Pシステムの一種であるBitTorrentを通して配布することを目的としたウェブサイトである。

## 概要
AnimeSuki自体はトラッカーではなく、Scarywaterを中心とする他のトラッカーへのリンクを提供する。ライセンスを受けていないアニメのtorrentファイルに関するリンク集としては最大規模の部類に入る。2002年12月26日にGHDproにより設立された。
AnimeSukiはアメリカ国内でライセンスを受けていないアニメをリンクするだけである。もしライセンスが結ばれれば、その作品は直ちにサイトから除外され、ライセンスされた作品のリストへ追加される。また、 AnimeSukiはいかなるファイルも保有しておらず、違法サイトへのリンクには違法性はないという観点から、厳密には著作権の侵害には当たらないと主張している。
ただし、AnimeSukiの法的ページでは、ファンサブ自体は厳密には著作権の侵害であることを認めており、権利者からの要請があった場合には直ちにリンクを削除するとしている。2004年12月には、メディアファクトリーがリストの除去を求め、AnimeSukiはこの要請に応じている。
AnimeSukiはライセンスに関しての警戒を徹底していることで知られる。『花右京メイド隊』は配布が行われた当初、ライセンスを受けてはいなかったが、Geneonが版権を取得する可能性から、リストには追加しなかった。別の例として、『セーラームーン』は全5シリーズが未ライセンスの状態にあるにもかかわらず、『S』および『SuperS』シリーズのリストアップを未だに行っていない。
AnimeSukiではオンライン・フォーラムを設置しており、そこでユーザーはアニメやBitTorrent の問題について質問を行うことができる。また、#Animesukiというチャンネルで、irc.zirc.orgのInternet Relay Chatにチャット場を設けている。